# Yoshito Matsushita
Yoshito Matsushita (japanisch 松下 泰士 Matsushita Yoshito; * 29. Oktober 1989 in Wakayama) ist ein ehemaliger japanischer Fußballspieler.

## Karriere
Matsushita erlernte das Fußballspielen in der Jugendmannschaft von Albirex Niigata. Seinen ersten Vertrag unterschrieb er 2008 in Singapur bei Albirex Niigata (Singapur). Der Verein ist ein Ableger des japanischen Vereins Albirex Niigata der in der ersten singapurischen Liga, der S. League, spielte. Für den Klub absolvierte er 83 Erstligaspiele. 2012 wechselte er zu Arterivo Wakayama. Im Mai 2012 wechselte er zu Grulla Morioka. Am Ende der Saison 2013 stieg der Verein in die J3 League auf. 2015 wechselte er zu ReinMeer Aomori FC. Ende 2015 beendete er seine Karriere als Fußballspieler.